# Siphocampylus yerbalensis
Siphocampylus yerbalensis är en klockväxtart som beskrevs av Franz Elfried Wimmer. Siphocampylus yerbalensis ingår i släktet Siphocampylus och familjen klockväxter. Inga underarter finns listade i Catalogue of Life.